# Leucopogon neoanglicus
Leucopogon neoanglicus är en ljungväxtart som beskrevs av Ferdinand von Mueller och George Bentham. Leucopogon neoanglicus ingår i släktet Leucopogon och familjen ljungväxter. Inga underarter finns listade i Catalogue of Life.